# Městské muzeum a galerie Julie Winterové-Mezerové
Městské muzeum a galerie J. W. Mezerové v Úpici (okres Trutnov) je muzeum, které bylo v roce 1993 doplněno o galerii s instalací obrazů malířky Julie Winterové-Mezerové. Současným zřizovatelem muzea je město Úpice. Muzeum a galerie jsou umístěny v budově staré radnice na náměstí T. G. Masaryka. Pobočkou muzea je také budova Dřevěnka.
Mezi stálé expozice patří obrazy J. W. Mezerové, expozice rodiny Čapkovy, národopisná expozice, nálezy z hradu Vízmburk a sbírka zbraní. Mimo stále expozice se v galerii obměňují i tematické výstavy většinou zaměřené na umělecké směry a kulturní události.
Sbírky muzea jsou rozděleny do sedmi podsbírek – je to podsbírka etnografická, podsbírka fotografií, filmů a jiných medií, historická podsbírka, militaria, numismatická podsbírka, písemnosti a tisky a podsbírka výtvarného umění. Celkem muzeum pečuje o necelých 2600 sbírkových předmětů.
Muzeum pořádá v průběhu roku řadu tematických výstav a doprovodných a edukačních programů.

## Historie budovy
Na začátku druhé poloviny 17. století neměla městská rada žádné vhodné prostory, které by mohly sloužit pro správu města Úpice. Radní se scházeli v domě purkmistra nebo v domě některého z konšelů, ale v roce 1669 zemřel sedlák Libentolar a jeho dům byl k prodeji. Sedlákův dům byl zchátralý a musel se zbourat. Později na jeho místě byla v roce 1678 postavena radnice. Do té doby byly úřední dokumenty, výsadní listiny a pečetidla uloženy v domě u purkmistra.
Na stavbě raně barokní radnice se podíleli místní odborníci stavitel Kašpar Klopt z Hradce Králové, tesař Martin Kocián z Úpice a náchodský malíř Jan  Dedinger. Jednopatrová barokní radnice byla postavena s dvěma arkádami v přízemí a věžičkou s hodinami. V přízemí se nacházela malá komora, která byla využívaná jako sklad soli a za budovou byly kdysi chlévy a kolny.
Budova byla postupem času mnohokrát rekonstruována. V roce 1752 byla přistavěna nová věž. Za purkmistra Antonína Nyklíčka byla v roce 1822 zahájena významná přestavba, která trvala několik let. Dodatečně byl v roce 1859 přidán znak a letopočet „MCCXLI“ připomínající legendu o vpádu Tatarů do města v roce 1241.

## Historie muzea
Dne 18. září 1894 byl v zastupitelstvu schválen návrh, aby se založilo městské muzeum, kde by se uchovávaly staré a památné předměty z města i celého okresu. Rodina Čapkova, která žila na určitý čas v Úpici, výrazně přispěla k rozvoji městského muzea svojí sbírkou. Horlivou sběratelkou pro výstavu byla Božena Čapková, která sbírala lidské písně. Sbírky se pod vedením MUDr. Čapka rozrůstaly a mnohé byly dokupovány pro budoucí muzeum, jež Antonín Čapek vlastně později na svůj náklad zřizoval. Jednatelem byl odborný učitel František Vobořil. Antonínu Čapkovi se dostalo srdečného uznání za otevření městského muzea. Dlouhé přípravy a otevření místnosti v městské radnici bylo konečně možné zde umístit cenné sbírky. Ke slavnostnímu otevření muzea došlo 29. června 1933. Bratři Čapkové se svou sestrou Helenou navštívili 3. července 1933 město i muzeum a ocenili práci svého otce a současného kurátora sbírek.
Sbírka muzea byla vždy volně přístupná pro veřejnost. Během 2. světové války zůstala sbírka neporušená. Po roce 1948 se muzeum stalo místem dělnického hnutí a budování socialismu, tím pádem musely malované skříně, kolovraty a truhly ustoupit. Některé vzácné dokumenty a předměty byly zlikvidovány, významná část byla schována před veřejností, až na národopisnou sbírku, která byla veřejnosti přístupná. Bratři Čapkové a Helena navštěvovali ještě mnoho let město Úpice. V roce 1969 byla uspořádána výstava „rodina Čapkova.“ V roce 1993 byly vystaveny obrazy Julie Winterové-Mezerové a muzeum a galerie bylo pojmenováno na její počest.

## Stálé expozice

### Expozice Julie Winterové-Mezerové

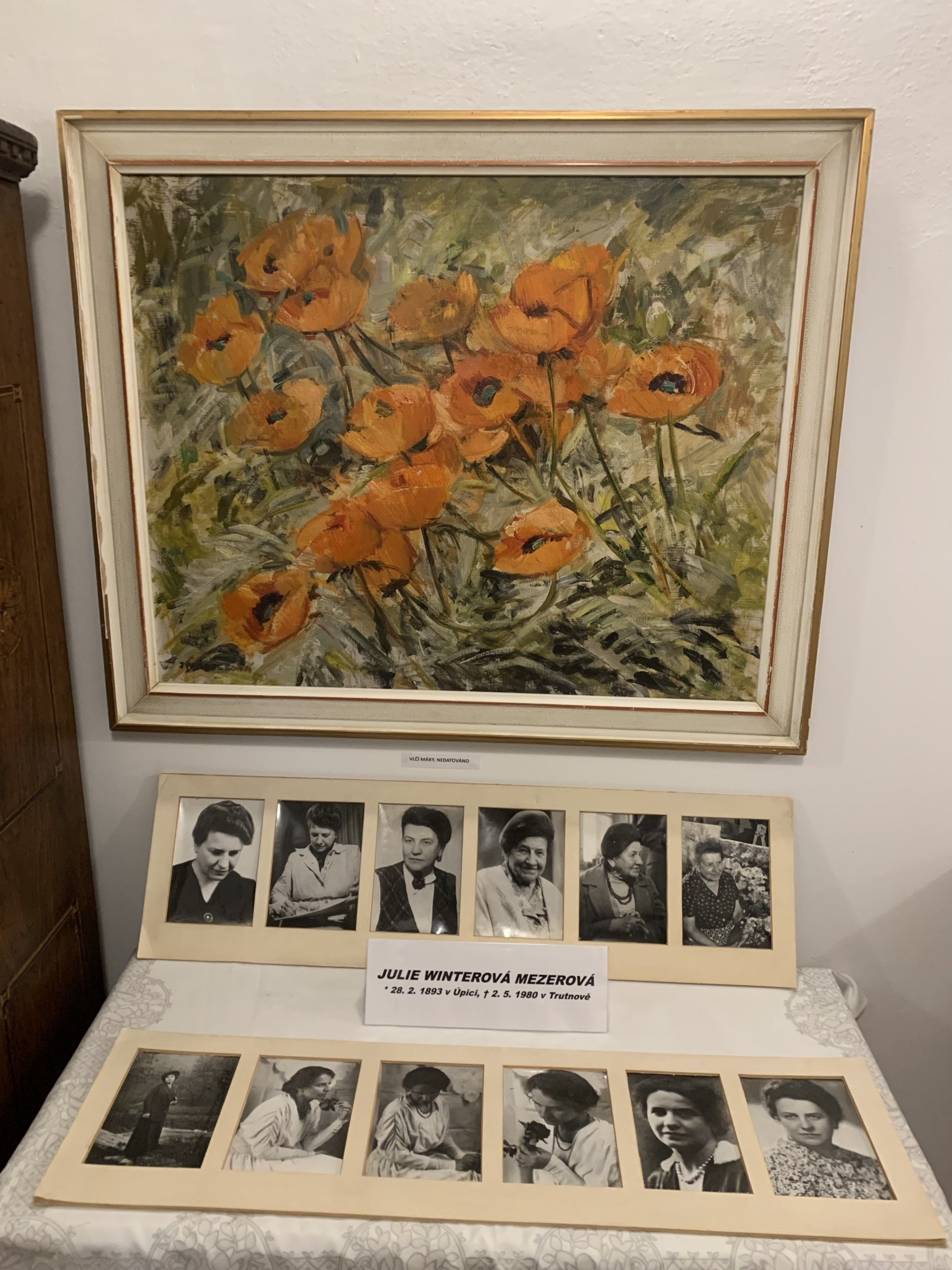
Expozice Julie Winterové-Mezerové

Expozice je věnována životu a tvorbě Julie Winterové-Mezerové. V galerii se nachází její obrazy, kresby, ale také její osobní věci a dokumenty. Tato expozice má představovat její život a uměleckou cestu. Její sbírka se rozrostla díky darům Ing. Bráblíka a synovce malířky.
Julie Winterová-Mezerová byla významná česká malířka 20. století, narozená 28. února 1893 v Úpici. Julie žila se svým manželem Aloisem Mezerou střídavě v Úpici a Praze. Několik svých děl věnovala přímo městu Úpice. Ve své tvorbě se zaměřovala především na krajinomalbu a malbu květin. Zemřela 2. května 1980 ve svém rodném městě. Byla pochována vedle svého manžela Aloise Mezery na úpickém hřbitově.

### NKP Dřevěnka

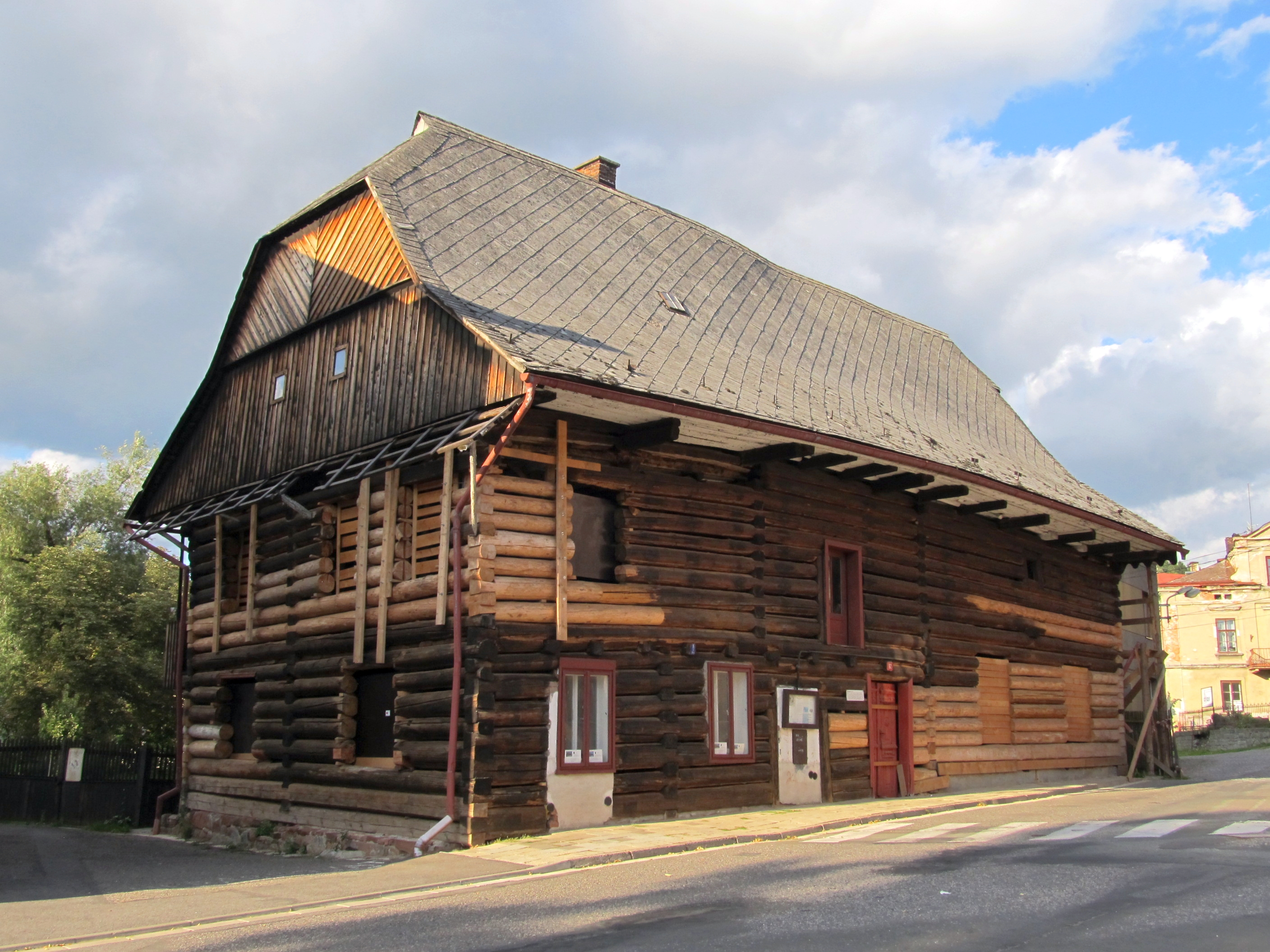
Dřevěnka

Dřevěnka, cenný příklad roubené architektury Podkrkonoší, je zapsána na seznamu národních kulturních památek. Samotná stavba je součástí expozice, jelikož představuje způsob bydlení před 150 lety. Nabízí expozice na téma: Jak se žilo na přelomu 19. a 20. století a také historické kočárky a panenky ze sbírek paní Lidmily Krejcarové.
Nabízí výstavu nábytku a předmětů z každodenního života. Ukázku řemesel, krojů a fotografií.

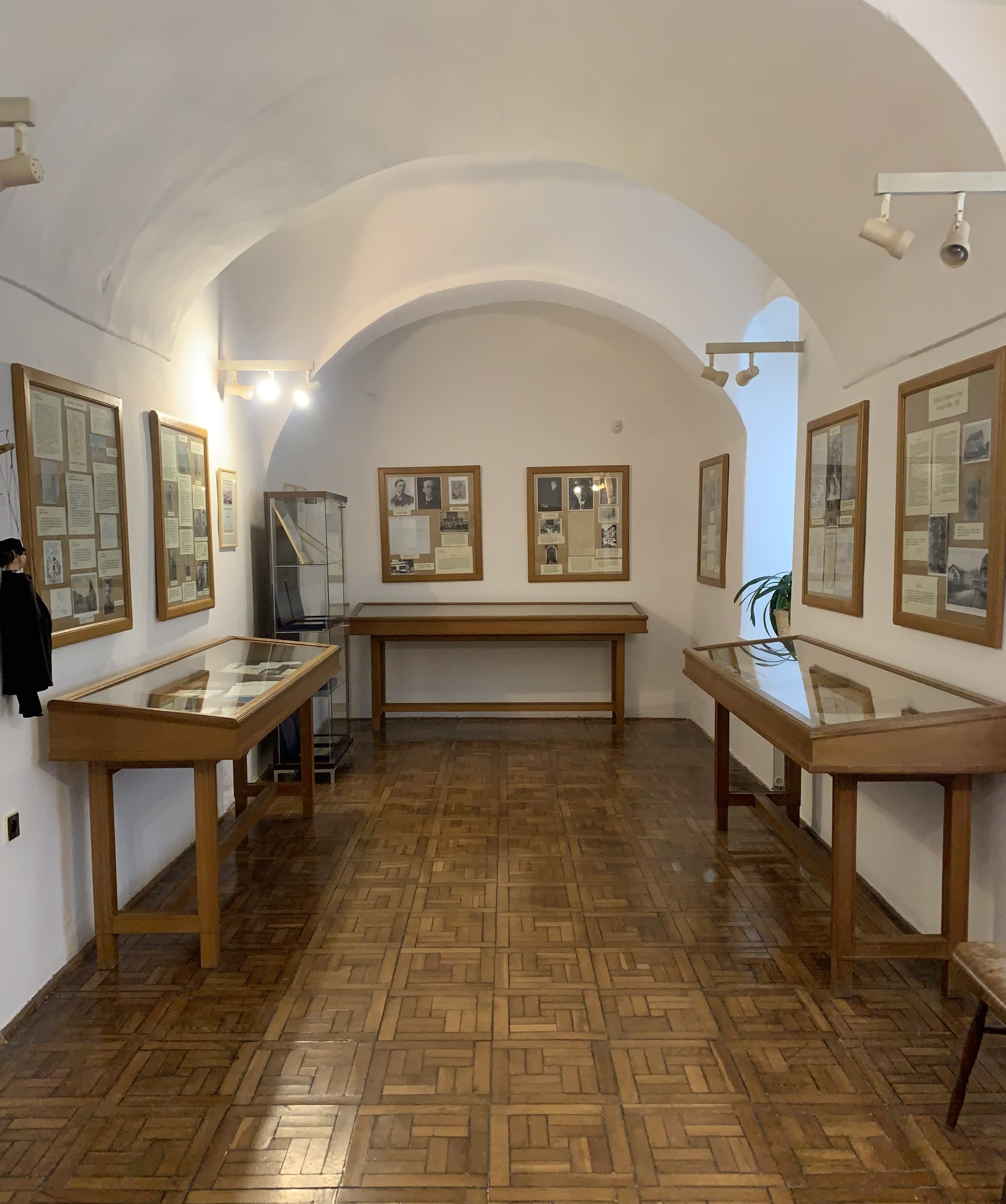
Expozice rodiny Čapkovy

### Expozice rodiny Čapkovy

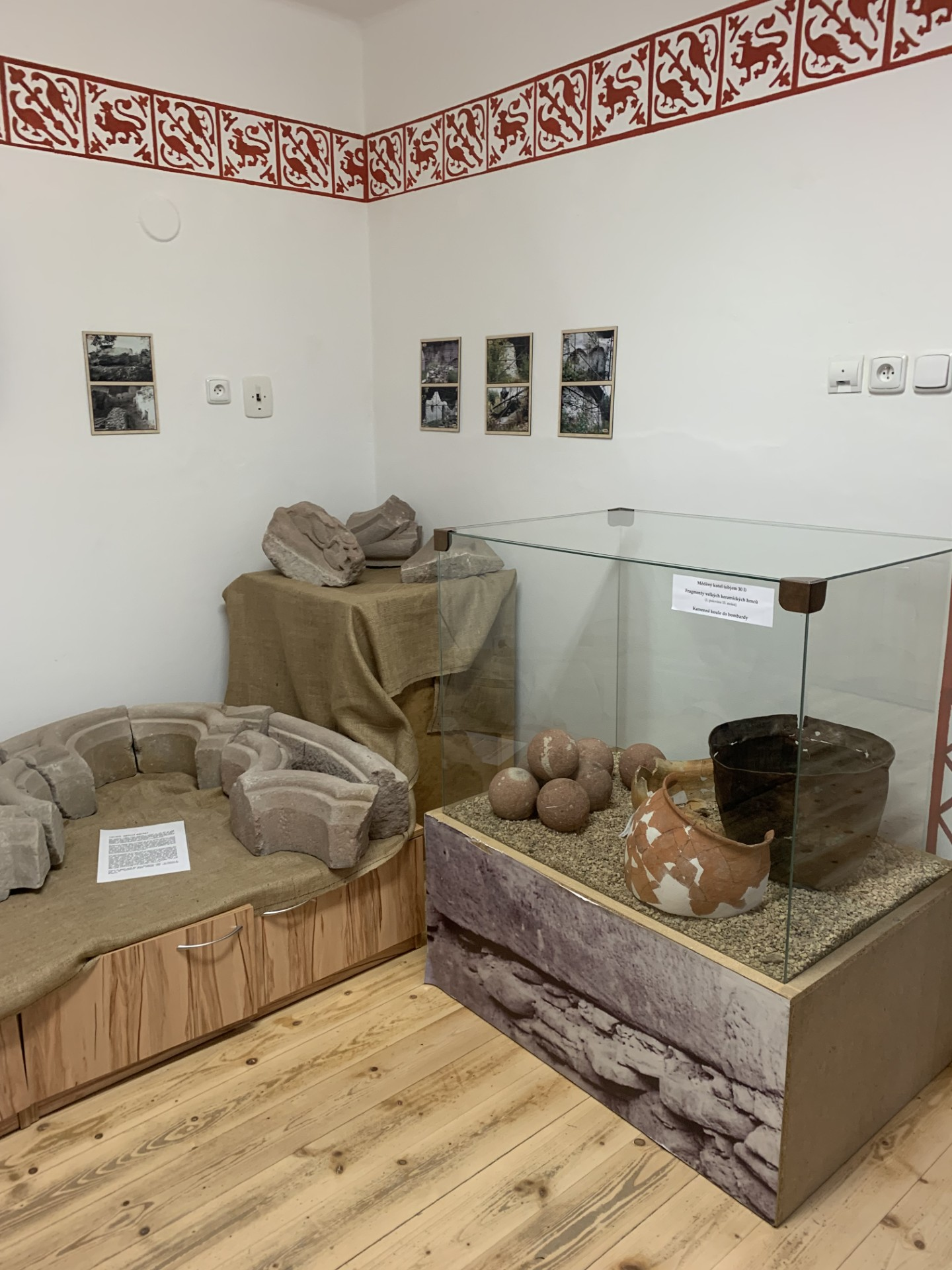
Archeologické nálezy z hradu Vízmburk

Expozice rodiny Čapkovy je jedna z nejvýznamnějších v Muzeu a galerii JWM. Tato expozice mapuje příchod rodiny do města Úpice a veřejnou, kulturní a osvětovou činnost Dr. Čapka. Mapuje také dětství a mládí Heleny, Josefa a Karla Čapkových a jejich životní osudy a tvorbu. Část expozice je věnována devateru pohádek a jejich vztahu k našemu kraji.
V expozici můžeme nalézt osobní předměty jako dopisy, rukopisy, fotografie plus další historické dokumenty. Součástí jsou také publikace a knihy, které napsali bratři Čapkové. Expozice také ukazuje jaký vztah měla rodina Čapkova k městu Úpice.
V muzeu se často konají besedy a slavnosti na poctu rodiny Čapkových.

### Hrad Vízmburk
Muzeum ve sklepním patře vystavuje kamenné fragmenty z hradu Vízmburk (rozbořený Slezany roku 1447). Expozici, která byla otevřena 3. května 2024, připravil správce hradu Lukáš Králík.

Expozice upomíná na to, že archeolog PhDr. Antonín Hejna se skupinou nadšenců se pustil do výzkumu a vykopali hrad ze země. Výzkum přinesl mimo archeologické nálezy i poznatky o dispozici hradu a jeho zástavbě. 

## Návštěvnost
| Rok  | Návštěvnost | Poznámka                          |
| ---- | ----------- | --------------------------------- |
| 2010 | 3 993       |                                   |
| 2011 | 3 688       |                                   |
| 2012 | 4 589       |                                   |
| 2013 | 3 593       |                                   |
| 2014 | 4 243       |                                   |
| 2015 | 4 172       |                                   |
| 2016 | 5 863       |                                   |
| 2017 | 4 826       |                                   |
| 2018 | 5 473       |                                   |
| 2019 | 3 676       |                                   |
| 2020 | 2 449       | omezení kvůli pandemii koronaviru |
| 2021 | 2 878       | omezení kvůli pandemii koronaviru |
| 2022 | 4 411       |                                   |
| 2023 | 4 207       |                                   |
| 2024 | 4 737       |                                   |